# Hada juncta
Hada juncta är en fjärilsart som beskrevs av Barend J. Lempke 1940. Hada juncta ingår i släktet Hada och familjen nattflyn. Inga underarter finns listade i Catalogue of Life.